# Petrus II
Petrus II, egentligen Manuel Alonso Corral, född 22 november 1934, död 15 juli 2011 valdes till motpåve inom den palmarisk-katolska kyrkan 2005 med namnet Petrus II. Han efterträdde Clemente Domínguez y Gómez (Gregorius XVII).